# Демобілізація (військова справа)
Демобіліза́ція, дембель, ДМБ (фр. demobilisation, від латинських de… — префікс, який означає скасування, припинення, і лат. mobilis — рухомий) — переведення збройних сил і народного господарства країни з воєнного стану на мирний після завершення війни або внаслідок мирного розв'язання конфліктної ситуації, яка зумовила необхідність мобілізації.
Здійснюється шляхом розформування військових частин, з'єднань і об'єднань, штабів, установ, допоміжних підрозділів, звільнення у запас надлишкового особового складу.
Демобілізація — процес, зворотний процесу мобілізації. Демобілізований — військовослужбовець звільнений з військової служби (письмово оформлений); цьому відповідає термін абшитований (пол. abszytowany від нім. Abschied) — звільнений (відставний) військовий службовець часів Гетьманщини (у «саксонський період» 1697—1763 років).

## Визначення терміна
Відповідно до Закону України «Про мобілізаційну підготовку та мобілізацію» законодавче визначення терміна в Україні:

| демобілізація — комплекс заходів, рішення про порядок і терміни проведення яких приймає Президент України, спрямованих на планомірне переведення національної економіки, органів державної влади, інших державних органів, органів місцевого самоврядування, підприємств, установ і організацій на роботу і функціонування в умовах мирного часу, а Збройних Сил України, інших військових формувань, Оперативно-рятувальної служби цивільного захисту — на організацію і штати мирного часу; |
Серед військовослужбовців строкової служби Радянської армії терміном демобілізація також неофіційно називали процес звільнення у запас після проходження дійсної військової служби. Традиція такого використання терміна залишається в арміях країн пострадянського простору, в яких існує загальна військова повинність.

## Наслідки демобілізації

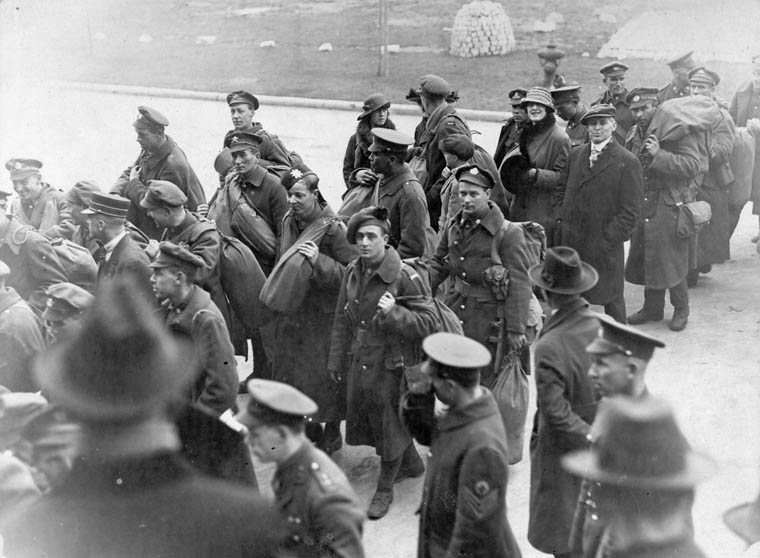
Повернення демобілізованих канадських вояків по завершенні Першої світової війни. Торонто, 1919.

Внаслідок проведення демобілізації національна економіка отримує збільшення наявного працездатного населення, тобто збільшення пропозиції робочої сили. З одного боку, це дає змогу підвищити ефективність функціонування економіки, а з другого, особливо в умовах масштабної повоєнної демобілізації, несе ризик збільшення безробіття та погіршення соціальної ситуації.
Зокрема, по завершенні Другої світової війни протягом 1945—1947 років з лав Радянської армії було демобілізовано до 8,5 мільйона осіб. Це створило значні проблеми соціального захисту й адаптації, медичної реабілітації колишніх військовослужбовців, серед яких були мільйони поранених та інвалідів. Також гострими стали проблеми працевлаштування в містах, професійної освіти, перекваліфікації.
Позитивним з погляду економіки наслідком демобілізації є вивільнення техніки, обладнання та інших засобів виробництва цивільного або подвійного призначення, які спрямовувалися на забезпечення потреб армії. Так, у ході повоєнної демобілізації 1945—1947 промисловість і сільське господарство СРСР отримали приблизно 150 тисяч автомобілів і 1 мільйон коней. Також були вивільнені літаки транспортної авіації, понад 1500 морських і річкових суден.

## Абревіатура
У радянській армії і в Українській армії була прийнята абревіатура ДМБ, яка позначала звільнення військовослужбовця зі строкової служби.